# Sungai Jernih (Muara Tabir)
Sungai Jernih is een bestuurslaag in het regentschap Tebo van de provincie Jambi, Indonesië. Sungai Jernih telt 2734 inwoners (volkstelling 2010).